# Namps-Maisnil
Namps-Maisnil (picardisch: Neu-L'Mini) ist eine nordfranzösische Gemeinde mit 1014 Einwohnern (Stand 1. Januar 2022) im Département Somme in der Region Hauts-de-France. Die Gemeinde liegt im Arrondissement Amiens und gehört zum Kanton Ailly-sur-Noye.

## Geographie
Die von der Bahnstrecke Amiens-Rouen (mit einem Bahnhof) durchzogene ausgedehnte Gemeinde liegt rund acht Kilometer nördlich von Conty an der Straße von Conty nach Molliens-Dreuil.

## Geschichte
Namps-Maisnil wurde Ende 1972 durch den Zusammenschluss der früheren Gemeinden Namps-au-Mont (picardisch: Neusumont), Namps-au-Val (Neusuvo), Rumaisnil (Rumini) und Taisnil (Tini) gebildet.
Unter dem Ancien Régime gehörten sie zu verschiedenen Herrschaften; Namps-au-Mont zu Famechon, Namps-au-Val zu Rumaisnil, das seinerseits Picquigny huldigte, und Taisnil war von der Kastellanei Picquigny abhängig.
Im Gemeindegebiet wurden Überreste einer gallo-römischen Villa gefunden.
In Namps-au-Val bestand bis 1972 eine Stuhlfabrik (Retourné-Mille).
| 1962 | 1968 | 1975 | 1982 | 1990 | 1999 | 2006 | 2010 |
| ---- | ---- | ---- | ---- | ---- | ---- | ---- | ---- |
| 311  | 306  | 836  | 890  | 970  | 1002 | 1018 | 1010 |

## Verwaltung
Seit 2014 ist Catherine D'Hoine Bürgermeisterin (maire) von Namps-Maisnil.

## Sehenswürdigkeiten
- Kirche Saint-Martin in Maisnil
- Kirche Saint-Martin in Namps-au-Val, seit 1946 als Monument historique klassifiziert (Base Mérimée PA00116208)
- Kirche Notre-Dame in Namps-au-Mont
- von einem Park umgebenes Schloss von Namps-au-Mont aus der zweiten Hälfte des 18. Jahrhunderts, 1976 als Monument historique eingetragen (Base Mérimée PA00116207)
- Schloss Taisnil
- Kirche von Taisnil
- Soldatenfriedhof von Namps-au-Val mit 424 Bestattungen, meist von Soldaten aus dem britischen Empire aus dem Ersten Weltkrieg
- von einem Hahn gekröntes Kriegerdenkmal in Taisnil

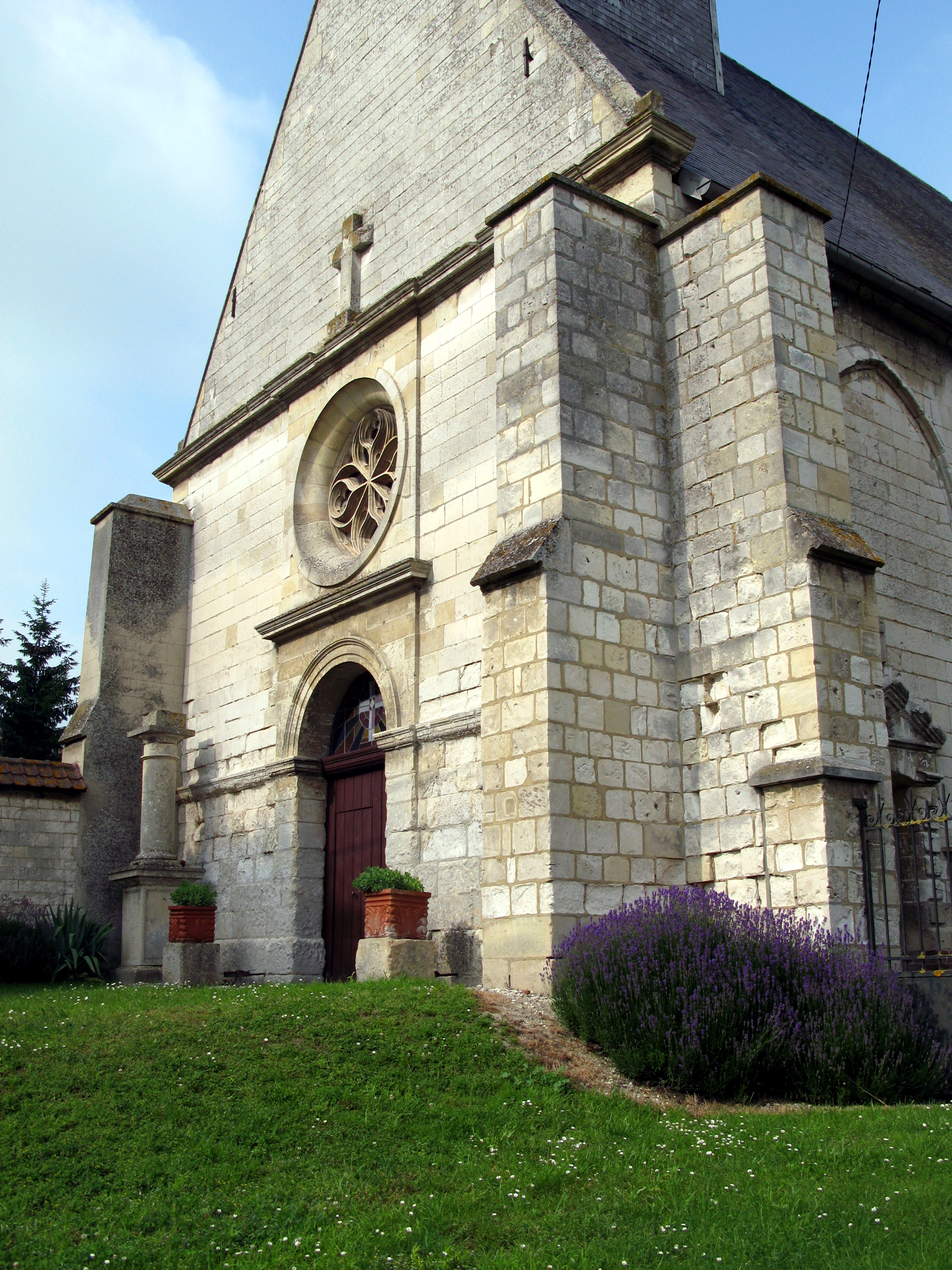
Kirche im Ortsteil Taisnil
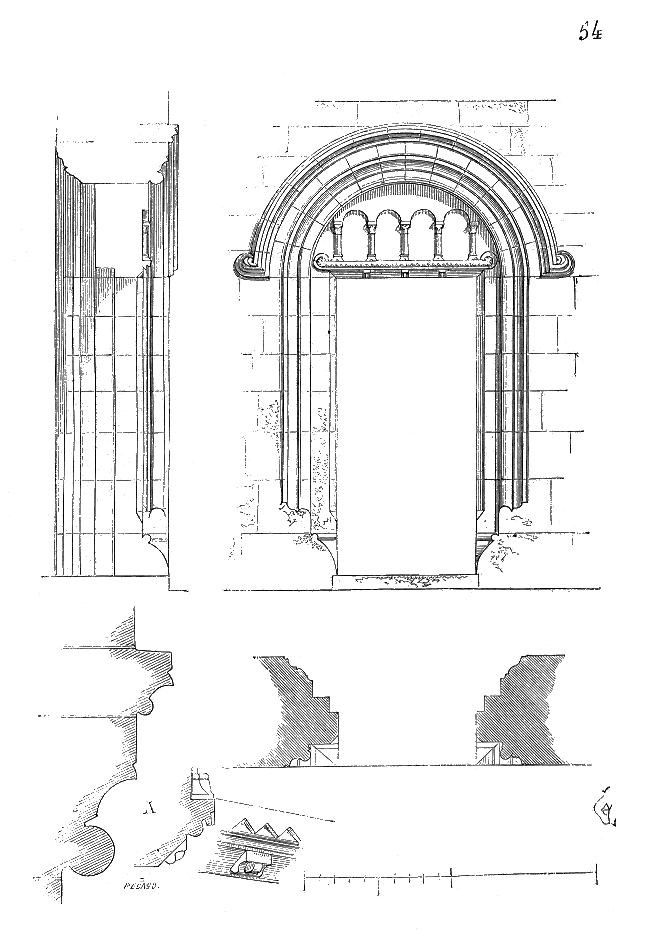
Portal der Kirche Saint-Martin in Namps-au-Val, Aufnahme von Eugène Viollet-le-Duc
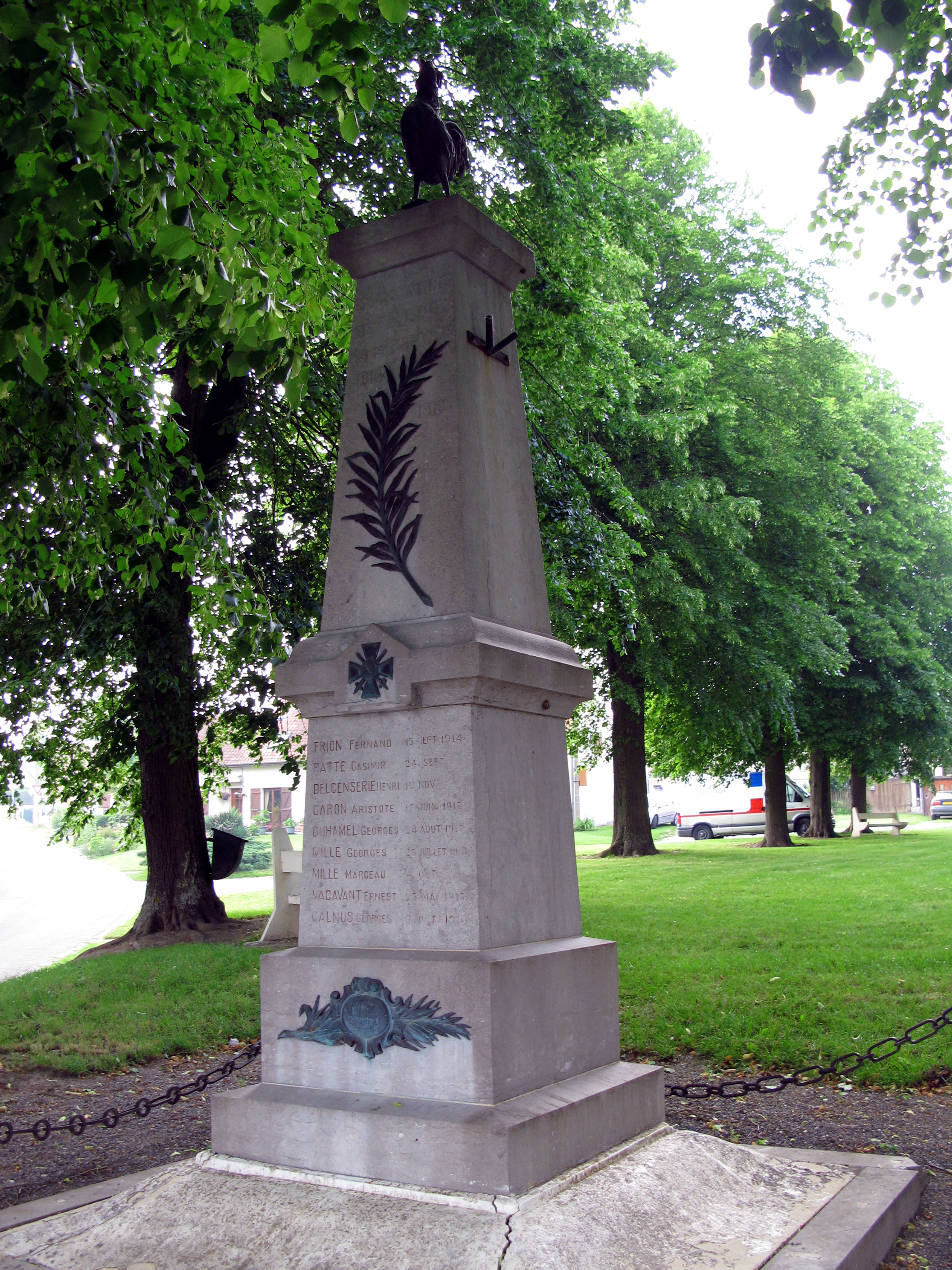
Kriegerdenkmal in Taisnil